# Roşiori (Ialomiţa)
Pour l’article homonyme, voir Roşiori.
Roşiori est une commune du județ de Ialomița en Roumanie.